# Хокотепек (муниципалитет)
Хокотепек (исп. Jocotepec) — муниципалитет в Мексике, в штате Халиско, с административным центром в одноимённом городе. Численность населения, по данным переписи 2020 года, составила 47 105 человек.

## Общие сведения
Название Jocotepec с языка науатль можно перевести как: место цитрусовых или кислых фруктов.
Площадь муниципалитета равна 324,3 км², что составляет 0,4 % от общей площади штата, а наиболее высоко расположенное поселение Потрерильос находится на высоте 1834 метра.
Хокотепек граничит с другими муниципалитетами штата Халиско: на севере с Тлахомулько-де-Суньигой, на востоке с Истлауакан-де-лос-Мембрильосом, Чапалой и Тускуэкой, на юге с Теокуитатлан-де-Короной, на западе с Сакоалько-де-Торресом и Акатлан-де-Хуаресом, а также на востоке омывается водами озера Чапала.

## Учреждение и состав
Точной даты образования муниципалитета не сохранилось, но упоминается как таковой в указе от 12 апреля 1833 года.
По данным 2020 года в его состав входит 51 населённый пункт, самые крупные из которых:
| Код INEGI                  | Населённый пункт                                                                           | Численность населения (2005 год) | Численность населения (2010 год) | Численность населения (2020 год) |
| -------------------------- | ------------------------------------------------------------------------------------------ | -------------------------------- | -------------------------------- | -------------------------------- |
| 050                        | Всего                                                                                      | 37972                            | 42164                            | 47105                            |
| 0001                       | Хокотепек (исп. Jocotepec) 20°17′11″ с. ш. 103°25′49″ з. д. (административный центр)       | 17409                            | 18852                            | 20286                            |
| 0011                       | Сан-Хуан-Косала (исп. San Juan Cosalá) 20°17′11″ с. ш. 103°20′11″ з. д.                    | 6582                             | 6973                             | 8453                             |
| 0017                       | Сапотитан-де-Идальго (исп. Zapotitán de Hidalgo) 20°19′39″ с. ш. 103°28′38″ з. д.          | 2978                             | 3449                             | 3978                             |
| 0002                       | Чантепек (исп. Chantepec (El Chante)) 20°17′25″ с. ш. 103°23′37″ з. д.                     | 2364                             | 3107                             | 3765                             |
| 0008                       | Сан-Кристобаль-Сапотитлан (исп. San Cristóbal Zapotitlán) 20°13′29″ с. ш. 103°22′20″ з. д. | 1843                             | 2119                             | 2607                             |
| 0004                       | Эль-Молино (исп. El Molino) 20°23′16″ с. ш. 103°32′06″ з. д.                               | 1643                             | 1820                             | 2134                             |
| 0007                       | Потрерильос (исп. Potrerillos) 20°20′18″ с. ш. 103°22′41″ з. д.                            | 1289                             | 1542                             | 1448                             |
| 0014                       | Сан-Педро-Тесистан (исп. San Pedro Tesistán) 20°13′42″ с. ш. 103°24′56″ з. д.              | 1108                             | 1242                             | 1217                             |
| 0003                       | Уэхотитан (исп. Huejotitán) 20°21′15″ с. ш. 103°29′15″ з. д.                               | 1011                             | 1129                             | 1134                             |
| —                          | Прочие                                                                                     | 1745                             | 1931                             | 2083                             |
| Названия на карте Генштаба |                                                                                            |                                  |                                  |                                  |

## Природные ресурсы
Муниципалитет располагает следующими ресурсами:
- 2700 гектар леса, преимущественно состоящие из таких видов деревьев как мескито, дуб, гуамучиль и чапараль.

## Экономическая деятельность
По статистическим данным 2000 года, работоспособное население занято по секторам экономики в следующих пропорциях:
- сельское хозяйство, животноводство и рыбная ловля — 22,4 %;
- промышленность и строительство — 34,1 %;
- торговля, сферы услуг и туризма — 41,1 %;
- безработные — 2,4 %.

## Инфраструктура
По статистическим данным 2020 года, инфраструктура развита следующим образом:
- электрификация: 99,6 %;
- водоснабжение: 88,7 %;
- водоотведение: 99,3 %.